# آب‌های سطحی

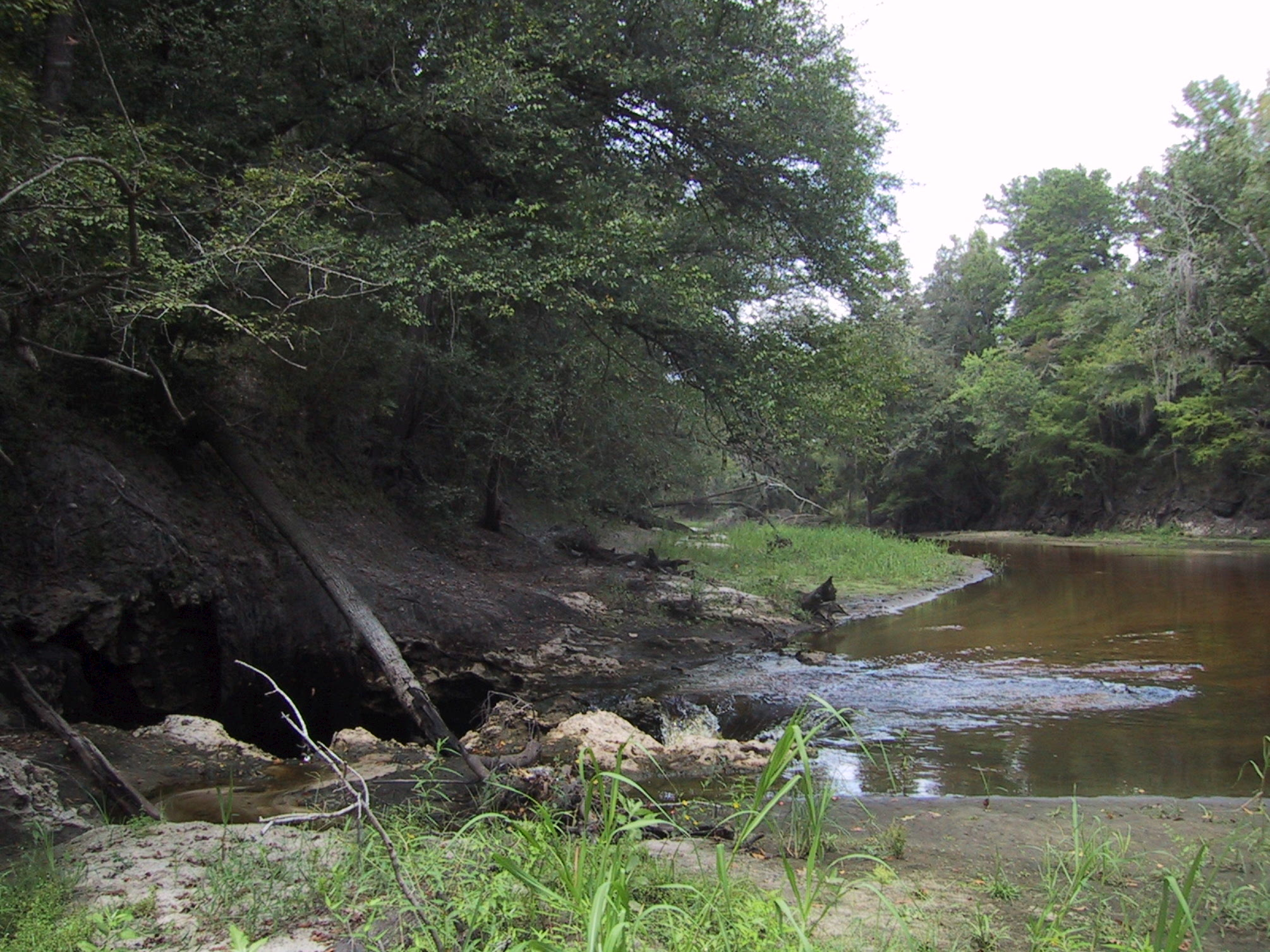
تصویر آب‌های سطحی رود آلاپاها در نزدیکی جنینگز، فلوریدا که وارد یک گودال شده و به آب‌های زیرزمینی می‌پیوندد.

آب‌های سطحی (انگلیسی: Surface water) به آب‌های موجود بر سطح زمین مانند آب موجود در یک رود، دریاچه، تالاب یا اقیانوس گفته می‌شود که در مقابل آب‌های زیرزمینی و آب‌های جوی قرار می‌گیرد.
شور از راه بارندگی و رسیدن آب‌های زیرزمینی به سطح زمین تأمین می‌شود. مقداری از این آب‌ها از طریق تبخیر سطحی و نفوذ به زمین و تبدیل به آب‌های زیرزمینی، استفاده توسط گیاهان جهت ترادمش، استخراج توسط انسان جهت کشاورزی، شرب و صنعت یا ورود به دریاها و تبدیل به آب شور از دست می‌رود.